# Los caballeros de la cama redonda
Los caballeros de la cama redonda es una comedia picaresca argentina, cuyos protagonistas principales son el dúo cómico de Alberto Olmedo y Jorge Porcel, estrenada el 22 de marzo de 1973.
Los caballeros de la cama redonda es el film que dio el puntapié inicial a la extensa saga de películas cómicas protagonizadas por los actores argentinos Alberto Olmedo y Jorge Porcel, entre comienzos de la década de los 70 y finales de la década de los 80.
Muchas de esas películas contaban con el dúo como protagonistas centrales, siempre acompañados por otros famosos actores cómicos de aquella época, como así también por las más hermosas y esculturales vedettes y actrices. También se filmaron unas pocas películas en las cuales solo actuaba alguno de los actores principales, aunque la mayoría de las veces quien no actuaba en el film aparecía con algún breve cameo.

## Sinopsis
Alberto, Jorge, Ricardo y Tristan son empleados de una zapatería, todos están casados y comparten la amistad también entre sus esposas. Estos cuatro pícaros amigos se desviven por tener aventuras amorosas con las bellas clientas de la zapatería, y con ese fin un día deciden alquilar, secretamente, un departamento para usar de "bulín".
Los problemas comienzan a partir de entonces, a medida que todos quieren ser los primeros en estrenarlo y luego, sucesivamente, ir turnándose para sus aventuras. Como es de suponerse, no tardan en aparecer los primeros enredos, mientras sus esposas parecieran empezar a sospechar de las aventuras de estos cuatro típicos chantas porteños.

## Reparto
- Alberto Olmedo - Alberto Zapiola
- Jorge Porcel - Jorge
- Chico Novarro - Ricardo
- Tristán - Tristán Beloquio
- Adolfo García Grau - Don Julián
- Mimí Pons - Chica que va al bulin con Alberto
- Délfor -
- Mariquita Gallegos - Mónica Martínez del Campo
- Haydeé Padilla - Margarita Beloquio
- Elida Marletta - Dorita
- Marcos Zucker - Salomón
- Carmen Morales - Carmen Zapiola
- María Rosa Fugazot - María Rosa
- Fidel Pintos - Conserje de hotel
- Eloísa Cañizares - Ermelinda
- Amparito Castro - Clienta zapatería
- Moria Casán - Olga Stroganof
- Javier Portales - Investigador privado
- César Bertrand - Marcelo
- Julio De Grazia - Jacinto
- Carlos Moreno
- Mario Sánchez - Alfonso
- Mario Sapag - Cliente mueblería
- Anita Almada - Clienta mueblería
- Gabriela Acher - Chica que va al bulin con Jorge
- Jorge Martínez - Pareja de Olga
- Alberto Irízar - Encargado de edificio
- Dorita Burgos - Carlota
- Tita Coel - Chiche
- Amalia Bernabé - Tía Eugenia
- Julia Alson - Secretaria de investigador privado
- Elianna - Cantante Del Bar